# Clubiona procera
Clubiona procera là một loài nhện trong họ Clubionidae.
Loài này thuộc chi Clubiona. Clubiona procera được Pater Chrysanthus miêu tả năm 1967.